# Lobelia martagon
Lobelia martagon là loài thực vật có hoa trong họ Hoa chuông. Loài này được (Griseb.) Hitchc. mô tả khoa học đầu tiên năm 1893.